# Michaił Łapinski

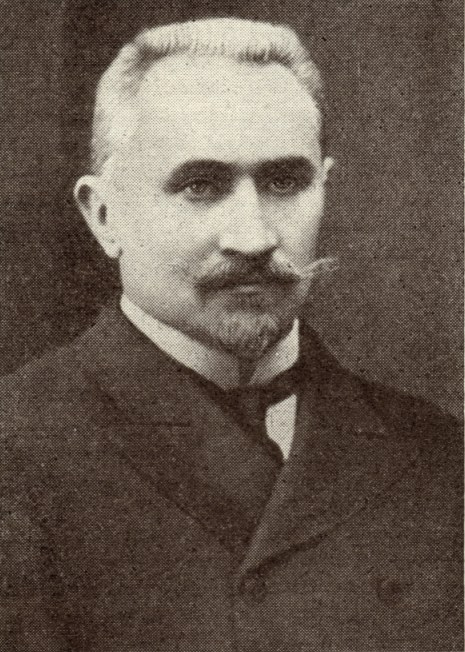
Michaił Łapinski

Michaił Nikitowicz Łapinski (ros. Михаил Никитович Лапинский, ukr. Михайло Микитович Лапінський, chorw. Mihajlo Lapinski, ur. 6 czerwca 1862 w Smołygiwce koło Czernihowa, zm. 14 czerwca 1949 w Vicente López) – rosyjsko-chorwacki lekarz psychiatra i neurolog, profesor Cesarskiego Uniwersytetu św. Włodzimierza w Kijowie i Uniwersytetu w Zagrzebiu, autor ponad 150 prac naukowych.

## Życiorys
Pochodził z rodziny szlacheckiej. Ukończył gimnazjum w Czernihowie, po czym od 1886 do 1891 studiował medycynę na Cesarskim Uniwersytecie św. Włodzimierza w Kijowie. Od 1893 do 1895 specjalizował się w psychiatrii i neurologii w klinice Iwana Sikorskiego w Kijowie. W latach 1895/96 uzupełniał studia w Berlinie, w klinice Charité u Friedricha Jolly′ego. W 1897 roku przedstawił dysertację doktorską, na podstawie której przyznano mu tytuł doktora medycyny. Ponownie wyjechał do Niemiec, gdzie uczył się w Strassburgu u Goltza, w Berlinie u Liepmanna i Oppenheima, w Heidelbergu u Kraepelina i Erba. W 1901 został Privatdozentem, w 1904 profesorem zwyczajnym psychiatrii i neurologii na Uniwersytecie w Kijowie, na katedrze pozostał do 1918 roku.
Prowadził prywatne sanatorium, w którym stosowano m.in. wodolecznictwo i elektroterapię. Po rewolucji październikowej opuścił Rosję, przez pewien czas przebywał w Wiedniu, a następnie osiadł w Zagrzebiu. Od 1921 do 1928 na zorganizowanej przez siebie katedrze psychiatrii i na czele kliniki chorób nerwowych i psychicznych Uniwersytetu w Zagrzebiu. Następnie przeniósł się do Belgradu i wykładał na wydziale medycyny Uniwersytetu w Belgradzie. Od 1931 do 1934 kierował kliniką rosyjskiego Czerwonego Krzyża. Następnie emigrował do Argentyny, gdzie zmarł w 1949 roku.
Ze szkoły neurologicznej Łapinskiego wyszli Władyczko, G. O. Goldblat, W. G. Łazarew, B. M. Mankiwski, O. R. Kiricinski.
Łapinski wykładał na Uniwersytecie Kijowskim w czasie, gdy studiował na nim Michaił Bułhakow. Niektórzy upatrywali pierwowzoru doktora Strawinskiego z Mistrza i Małgorzaty w postaci profesora Łapinskiego.

## Dorobek naukowy
Łapinski pozostawił około 150 prac naukowych, w języku rosyjskim, niemieckim i francuskim. Jako jeden z pierwszych opisał efekt sympatektomii tętnicy szyjnej wewnętrznej. Zajmował się wazomotorycznym podłożem atrofii odnerwionych mięśni. Opisywał unerwienie tętnic mózgu i zmiany unaczynienia mózgu w przebiegu miażdżycy. Badał uszkodzenia nerwów obwodowych. Napisał popularne prace na temat teorii Pawłowa, hydroterapii, a także monografię o psychice kobiety.

## Wybrane prace
- Ueber den normalen Bau und über pathologische Veränderungen der feinsten Gehirncapillaren[7]. 1894
- К вопросу о просвете капилляров мозга. Университетские известия 10, 2, 1895
- Zur Frage über den Zustand der kleinen Capillaren der Gehirnrinde bei Arteriosclerose der grossen Gefässe. Neurologisches Centralblatt 15, ss. 921-925, 1896
- К вопросу о строении капилляров мозговой коры. Вопросы нервно-психической медицины (1896)
- О заболеваниях сосудов при страдании первичных нервных стволов или периферических нервов. Дис. Киев, 1897
- Zur Frage der Veränderungen in den peripherischen Nerven bei der chronischen Erkrankung der Gefässe der Extremitäten[8] (1898)
- Deux cas de dégénérescence trophique des vaisseaux consécutive à la névrite périphérique (dégénérescence dite névropathique). Archives de médecine expérimentale et d'anatomie pathologique 11 (1899)
- Ueber Veränderungen der Nerven bei acuter Störung der Blutzufuhr. Deutsche Zeitschrift für Nervenheilkunde 15 (1899)
- Ein Beitrag zur Kenntnis der anatomischen Veränderungen im Cerebralnervensystem bei cerebraler Kinderlähmung.[9] (1900)
- Ueber acute ischämische Lähmung, nebst Bemerkungen über die Veränderungen der Nerven bei acuter Ischämie. Deutsche Zeitschrift für Nervenheilkunde (1900)
- Ueber den Ursprung des Halssympathicus im Rückenmark[10]. (1900)
- К вопросу об этиологии сосудистых страданий. Хирургия 11 (1902)
- Zur Frage der spinalen Zentren einiger peripherer Nerven beim Hunde[11]. 1903
- По поводу иннервации сосудов головного мозга. Журнал невропатологи и психотерапии им. С.С. Корсакова 3 (1903)
- Über die Gefässinnervation der Hundepfote[12] (1904)
- О дегенерации и регенерации периферических нервов (1904)
- Der Zustand der Reflexe in paralysirten Körpertheilen bei totaler Durchtrennung des Rückenmarkes. Archiv für Psychiatrie und Nervenkrankheiten (1906)
- Zur Frage über die Beteiligung der Nervenstamme der hinteren Extremität an der vasomotorischen Innervation der distalen Gebiete derselben und über die Veränderung der vasomotorischen Elemente sowie der Gefässe selbst der Hinterpfote nach Beschädigung des N. ischiadicus (1906)
- Отчет о деятельности во время пребывания за границей приват-доцента Киевского университета Михаила Лапинского. Университетские известия 3, 1907
- Мало описанные формы остро развивающегося слабоумия после травмы. Неврологический вестник 18, 2 (1912)
- Zur Frage der als Begleiterscheinung bei Leiden der Visceralorgane auftretenden Knie- und Hüftgelenkerkrankungen, 1914
- О развитии личности у женщин. Киев, 1915
- К вопросу о механизме корешковых седалищных невралгий. Русский врач 11, 1915
- Nervöse Symptome auf Grund von Gallenleiden und ihre Behandlung. Münch. med. Wschr 72, s. 1560, 1925
- Über Irradiationen bei Erkrankung des Ostium abdominale tubae Fallopii oder Uterus masculinus[13]. (1926)
- Ueber Meralgie. Deutsche Zeitschrift für Nervenheilkunde 94, ss. 293-311, 1926
- Zur Frage über das Bestehen lokaler Gefäβzentren[14]. (1927)
- Роль печени в этиологии болезней нервной системы. Журнал невропатологии и психиатрии им. С.С.Корсакова 2, 1927
- Ueber zentripetale Verbindungen der Leber mit dem Rückenmark. Deutsche Zeitschrift für Nervenheilkunde 97, ss. 104-111, 1927
- [Causative role of the liver in diseases of the nervous system]. J. nevr. psykh. 20: 159-70 (1927)
- Ueber das Nervensystem, welches die inneren Organe mit dem Rückenmark verbindet, und die verschiedenen während der visceralen Erkrankungen vorkommenden Reflexvorgänge vermittelt[15]. 1927
- Боль и ее сосудистый механизм. Записок Русского научного института в Белграде 6 (1935)
- К вопросу об участии стриарной системы в механизме неврастении. Записок Русского научного института в Белграде 10, 1935